# Symetrické vedení signálu
Symetrického vedení signálu se využívá především k propojení profesionálních audio přístrojů za účelem minimalizování cizích rušivých vlivů. Aby mohlo být v praxi použito toto propojení mezi dvěma přístroji, musí být první z nich vybaven symetrickým výstupem a druhý symetrickým vstupem. Nejčastěji se používají konektory XLR (Cannon), někdy také 1/4", tedy 6,3mm, Jack-TRS. Teoreticky je možné použít jakýkoliv 3pólový konektor, jednotlivé piny se pak označují HOT(+), COLD(−) a GND.
Symetrický signál se tedy skládá z původního signálu HOT(+), jeho „obrazu“ COLD(−) a stínění propojeného s uzemněním. Numerická hodnota signálu COLD(−) se dá matematicky vyjádřit jako hodnota signálu HOT(+) vynásobena minus jedničkou. Klasický analogový signál se skládá z hodnot kladných i záporných, které se pravidelně střídají podle nějakého vzoru. Pro ilustraci je nejjednodušší použít sinusový signál (velmi blízký např. zvuku flétny).
Předpokládejme, že původní signál vypadá nějak takto:
Následující obraz demonstruje, jak na základě původního signálu HOT(+) je vytvořen obraz COLD(−)
V praxi existuje velké riziko výskytu různých parazitních elektromagnetických signálů (např. signály mobilních telefonů), které mohou ovlivnit signál vedený v kabelu. Na ilustraci je zobrazen příklad takového rušivého parazitního signálu. Ten je sice mnohem slabší, než užitečný signál vedený v kabelu, nicméně jeho vliv na užitečný signál není zcela zanedbatelný. Zvlášť při profesionálním použití (nahrávání hudby, ozvučování koncertů, vedení na velkou vzdálenost…) nebo ve velmi náročných domácích poslechových systémech, je vliv parazitních signálů absolutně nežádoucí a je nutné jej eliminovat.
Další obrázek představuje oba signály (HOT i COLD) ovlivněné parazitním signálem. Všimněte si, že parazitní signál se přičetl k oběma signálům se stejnou polaritou. Tzn. v čase, kdy první signál má hodnotu +1 a druhý −1, jsou ovlivněny oba stejně signálem o velikosti např. +0,02. Budou mít tedy hodnoty HOT: +1,02 a COLD: −0,98.
Po průchodu symetrickým kabelem je signál v cílovém zařízení přiveden do obvodu, který ze dvou signálů ovlivněných parazitním signálem, vytvoří jeden kvalitní signál. Funkce tohoto obvodu se skládá ze dvou úkolů. Prvním z nich je zpětná inverze signálu COLD(−). Matematicky řečeno, signál je opět vynásoben minus jedničkou. Tedy v čase, kdy první signál má hodnotu +1,02, druhý bude mít hodnotu +0,98.
Posledním krokem je jednoduché sečtení přijatého signálu HOT a invertovaného signálu COLD. To znamená, že v čase, kdy první signál má hodnotu +1,02 a druhý +0,98, jejich součet bude +2,00. Výsledný signál bude tedy v každém čase dvojnásobkem původního signálu, který není ovlivněn rušením parazitního signálu, který ovlivnil signály v symetrickém vedení.